# Trstice
Trstice (ungarisch Nádszeg) ist eine Gemeinde im Trnavský kraj im Südwesten der Slowakei.

## Geographie
Die Gemeinde liegt in der flachen Donauebene im Donautiefland zwischen den Flüssen Kleine Donau und Čierna voda, 19 km von Dunajská Streda und 23 km von Galanta entfernt. Manchmal wird die Gegend auch als Mattesland bezeichnet.

## Geschichte
Der Ort wurde zum ersten Mal 1608 als Nagy Szegh erwähnt, nachdem der Ort kurz zuvor, in den Jahren 1594–1596, gegründet worden war. Der Name soll laut Matthias Bel auf die großen Schilfvorkommen um den Ort herum hinweisen. Im späteren 17. Jahrhundert wurde die Gemeinde mehrmals durch türkische Angriffe und anti-habsburgische Aufstände verwüstet. Sie konnte sich dennoch zu einer der größten Gemeinden in der Gegend entwickeln.
Bis 1918/1919 befand sich die Gemeinde im Komitat Pressburg im Königreich Ungarn, danach kam sie zur neu entstandenen Tschechoslowakei. 1938–1945 war sie als Folge des Ersten Wiener Schiedsspruchs noch einmal Teil Ungarns.
Der fast zur Gänze von ungarischstämmigen Einwohnern bewohnte Ort bekam 1948 aus nationalpolitischen Gründen den analog dem ungarischen Namen geformten slowakischen Namen Trstice (trstina (slowakisch) = nád (ungarisch) = Schilf).

## Bevölkerung
| Jahr                | 1994 | 2004    | 2014    | 2024    |
| ------------------- | ---- | ------- | ------- | ------- |
| Anzahl der Personen | 3741 | 3746    | 3739    | 3816    |
| Unterschied         |      | +0,13 % | −0,18 % | +2,05 % |

| Jahr                | 2023 | 2024    |
| ------------------- | ---- | ------- |
| Anzahl der Personen | 3857 | 3816    |
| Unterschied         |      | −1,06 % |